# Danmarks runeindskrifter 62
DR 62 är en vikingatida ( efter-Jelling) runsten av granit i Sjelle, Sjelle socken och Skanderborgs kommun.

## Inskriften
Translitterering av runraden:
: fraystain : sati : stain : þ(e)nsi : uft : ¶ (g)yrþ : lags:m(a)n : sin : bruþur : sig¶ualta : ... ¶ ...a : t(u)e(g)ia : (a) : ¶ (-)u(-)s : eþi :
Normalisering till rundanska:
Frøsten satti sten þænsi æft Gyrþ, lagsman sin, broþur Sigwalda, ... ... Twæggia(?) a ... heþi/eþi.
Översättning till nusvenska:
Frosten satte denne sten efter Gyrd lange sin mand, Sigvaldes broder; men han..............de tappre maend på Vishede.
Sigvald är troligen Sigvald Jarl. Stenen har maskmotivet i mammenstil komponerad tillsammans med inskriptionen.